# Donald Duck Mini Pocket 1
Donald Duck Mini Pocket 1 is het eerste deel van de serie Donald Duck Mini Pocket en is een uitgave van Sanoma Uitgevers. Het bevat 302 pagina's met 10 stripverhalen van gemiddeld 30 pagina's en werd in december 2005 uitgebracht. Het scenario is geschreven door de Walt Disney Company, evenals de tekeningen.

## Lijst van stripverhalen
| Nr. | Verhaal                                   | Hoofdpersonage |
| --- | ----------------------------------------- | -------------- |
| 1   | Het Geheim van de Bacalao                 | Oom Dagobert   |
| 2   | De Strijd der Magiërs                     | Oom Dagobert   |
| 3   | Iets Voor Niets                           | Donald Duck    |
| 4   | Moby Duck                                 | Donald Duck    |
| 5   | De Gouden Bergen                          | Oom Dagobert   |
| 6   | De Zeven Schatkisten van Steven Zevenblad | Donald Duck    |
| 7   | De Schat van Schildpaddia                 | Donald Duck    |
| 8   | De Jacht op de Rode Dagobert              | Oom Dagobert   |
| 9   | Wat Je Bespaart Heb Je Verdiend           | Oom Dagobert   |
| 10  | Het Geheim van de Zwarte Hanen            | Oom Dagobert   |

Deel 1 · Deel 2 · Deel 3 · Deel 4 · Deel 5 · Deel 6 · Deel 7 · Deel 8 · Deel 9 · Deel 10 · Deel 11